# Zelena karta (1990.)
Zelena karta (eng. Green Card) je romantična komedija iz 1990. godine koju je napisao, producirao i režirao Peter Weir, a u kojoj su glavne uloge ostvarili Gerard Depardieu i Andie MacDowell. Priča filma fokusirana je na Amerikanku koja s Francuzom ulazi u brak iz koristi kako bi on dobio zelenu kartu za SAD. Depardieu je za ulogu u ovom filmu osvojio nagradu Zlatni globus u kategoriji najboljeg glumca. Sam film također je proglašen najboljom komedijom godine na dodjeli iste nagrade, a bio je nominiran i za prestižnu filmsku nagradu Oscar u kategoriji najboljeg originalnog scenarija.

## Radnja
Brontë Mitchell (MacDowell) žena koja se bavi hortikulturom i zaštitom okoliša ulazi u brak iz koristi s Georgesom Fauréom (Depardieu), ilegalcem iz Francuske kako bi mu omogućila da dobije zelenu kartu. Za uzvrat Brontë lažni brak koristi kako bi iznajmila stan svojih snova. Nakon useljenja, kako bi objasnila učestali izostanak "svoga muža" ona govori vrataru i susjedima da se on bavi glazbenim istraživanjem u Africi.
Nakon što ju kontaktira služba za imigraciju i naturalizaciju u vezi dogovorenog intervjua kojim bi se ustanovila legitimnost njihova braka, Brontë kreće u potragu za Georgesom koji radi kao konobar. Premda njih dvoje imaju malo vremena za pripremu, agenti koji ih ispituju čine se zadovoljnim njihovim odgovorima. Međutim, nakon što Georges uputi jednog od njih u ormar umjesto u kupaonicu, agenti započnu sumnjati u njihov brak i zakažu detaljni i službeni intervju u roku od dva tjedna u njihovom uredu.
Nakon što joj njezin odvjetnik objasni da bi se mogla suočiti s kriminalnim posljedicama ako se otkrije da je brak lažan, Brontë nevoljko poziva Georgesa da se preseli k njoj. Zajedno pokušavaju naučiti što više o njihovoj prošlosti te o manama i navikama, ali uskoro saznaju da jedno drugo jedva podnose. Georges ima vatrenu narav i sebičan je. Preferira crveno meso umjesto vegeterijanske prehrane dok je Brontë napeta i hladna liberalka opsjednuta svojim cvijećem i zaštitom okoliša. 
Roditelji Brontine najbolje prijateljice Lauren Adler planiraju otići iz New Yorka te razmišljaju o doniranju svog drveća i cvijeća grupi Green Guerrillas koja nadgleda gradske vrtove. Brontë je pozvana na večeru kako bi razgovarala o ideji pa otkriva da se na večeri također nalazi i Georges kojeg je tamo pozvala Lauren. On svojom izvedbom na glasoviru toliko impresionira Adlere da oni odmah odluče donirati sve biljke grupi Green Guerrillas. Nakon što Brontini roditelji neočekivano stignu u posjetu, Georges se pretvara da je majstor. 
Brontin dečko Phil vraća se s putovanja, a Georges mu otkriva da joj je suprug. Brontë ljutito tjera Georgesa iz stana, ali njih dvoje unatoč tome sljedećeg dana odlaze na intervju. Ispituju ih odvojeno, a nakon što Georgesa uhvate u laži on prizna da je cijeli brak varka. Prihvaća deportaciju, ali inzistira na tome da ne optuže i Brontë za njezinu ulogu u cijeloj šaradi. Nakon toga ju uvjerava da je intervju prošao savršeno i njih dvoje odlaze svatko svojim putem. 
Nekoliko dana kasnije Georges poziva Brontë da mu se pridruži u kafiću gdje su se prvi put upoznali. Kad opazi jednog od imigracijskih agenata koji sjede u blizini, shvati da će Georgesa deportirati te konačno priznaje da je zaljubljena u njega. Međutim, Georges je deportiran natrag u Francusku baš u trenutku nakon što jedno drugome izjave ljubav.

## Glumačka postava
- Gerard Depardieu kao Georges Fauré
- Andie MacDowell kao Brontë Mitchell
- Bebe Neuwirth kao Lauren Adler
- Gregg Edelman kao Phil
- Robert Prosky kao Brontë's Lawyer
- Lois Smith kao gđa Mitchell

## Produkcija
Djelomične financije za snimanje filma omogućile su tvrtke Film Finance Corporationa Australia i Union Générale Cinématographique.
Službeni soundtrack iz filma uključuje pjesme "River", "Watermark" i "Storms in Africa" pjevačice Enye, "Holdin' On" skupine Soul II Soul, "Oyin Momo Ado" izvođača Babatunde Olatunji, pjesmu "Surfin' Safari" glazbene skupine Beach Boys te "Subway Drums" pjevača Larryja Wrighta.

## Nominacije i nagrade

### Oscar
Film Zelena karta imao je jednu nominaciju za prestižnu filmsku nagradu Oscar:
- Najbolji originalni scenarij - Peter Weir

### Zlatni globus
Film Zelena karta imao je tri nominacije za nagradu Zlatni globus, a osvojio je dvije:
- Najbolji film (mjuzikl/komedija)
- Najbolji glumac (mjuzikl/komedija) - Gerard Depardieu
- Najbolja glumica (mjuzikl/komedija) - Andie MacDowell

## Vanjske poveznice
- Zelena karta u internetskoj bazi filmova IMDb-a
- Zelena karta (1990.) na Box Office Mojo